# Cory Panshin
Cory Seidman Panshin (geboren 1947) ist eine amerikanische Science-Fiction-Autorin und Kritikerin.
Sie ist seit 1969 mit Alexei Panshin verheiratet, der ebenfalls ein Science-Fiction-Autor und -Kritiker ist. Mit ihm hat sie seit 1975 regelmäßig zusammengearbeitet. So schrieb sie mit ihm den Fantasyroman Earth Magic (1978), der ursprünglich unter dem Titel The Son of Black Morca in Fortsetzungen in dem Magazin Fantastic erschienen ist.
Die Zusammenarbeit zwischen Cory und Alexei Panshin bezieht sich hauptsächlich auf ihre kritischen Arbeiten. Zusammen verfassten beide eine große Zahl von Besprechungen und Essays. Ihr Hauptwerk in diesem Bereich, an dem beide viele Jahre lang arbeiteten, ist The World Beyond the Hill, eine umfangreiche Geschichte der Science-Fiction, die 1989 erschien und für die beide 1990 mit dem Hugo Award für das beste Sachbuch ausgezeichnet wurden. Bei den Locus Awards 1990 erreichte The World Beyond the Hill den zweiten Platz.

## Bibliografie
Roman
- The Son of Black Morca (1973, auch als Earth Magic, 1978, mit Alexei Panshin)
  - Deutsch: Erdmagie. Übersetzt von Rosemarie Hundertmarck. Bastei-Lübbe-Taschenbuch #20027, 1980, ISBN 3-404-20027-6.

Kurzgeschichten
- Sky Blue (1972, mit Alexei Panshin)
- Lady Sunshine and the Magoon of Beatus (1975, mit Alexei Panshin)

Sachliteratur
- SF in Dimension: A Book of Explorations (1976, mit Alexei Panshin)
- Mondi interiori: Storia della Fantascienza (1978; Einführung von Carlo Pagetti, übersetzt von Riccardo Valla; italienische Übersetzung einer Reihe von Beiträgen aus Fantastic von Cory und Alexei Panshin)
- The World Beyond the Hill: Science Fiction and the Quest for Transcendence (1989, mit Alexei Panshin)